# En sydfransk affär
En sydfransk affär (franska: Partir) är en fransk dramafilm från 2009 i regi av Catherine Corsini. De största rollerna spelas av Kristin Scott Thomas, Sergi López och Yvan Attal.

## Handling
Läkarhustrum och hemmafrun Suzanne har bestämt sig för att börja arbeta igen efter 15 år. Hon är utbildad sjukgymnast och hennes make har lovat att renovera källaren så att hon ska kunna öppna sin egen praktik. Suzanne förälskar sig i den spanske hantverkaren Ivan som ska renovera lokalen. Suzanne försöker lämna sin man, men han har mer inflytande över staden än vad hon hade kunnat ana och snart är hon och Ivan utblottade.

## Rollista
| Kristin Scott Thomas | – Suzanne  |
| Sergi López          | – Ivan     |
| Yvan Attal           | – Samuel   |
| Bernard Blancan      | – Rémi     |
| Aladin Reibel        | – Dubreuil |
| Alexandre Vidal      | – David    |
| Daisy Broom          | – Marion   |
| Berta Esquirol       | – Berta    |
| Gérard Lartigau      | – Lagache  |